# Măgura, Suceava
Măgura este un sat în comuna Ulma din județul Suceava, Bucovina, România. Se află în partea de nord a județului.